# لوییز آربور
لوییز آربور (انگلیسی: Louise Arbour؛ زادهٔ ۱۰ فوریهٔ ۱۹۴۷) یک قاضی، وکیل، و دیپلمات اهل کانادا است.